# 9 كيه 111 فاجوت
9 كيه 111 فاجوت (الروسية: Фагот وتعني الباسون) هو نظام صاروخي مضاد للدبابات موجه سلكيًّا نصف آلي، سوفيتي، يطلق من الأنبوب، من الجيل الثاني، يمكن إطلاقه من منصات أرضية أو من مركبات. طور مكتب تصميم تولا نظام صاروخ 9 كيه فاجوت. الاسم الرسمي من حلف شمال الأطلسي هو أيه تي-4 سبيجوت.

## التطوير
طور صاروخ 9 كيه111 فاجوت بواسطة مكتب تصميم الآلات في تولا، بدأ التطوير في عام 1962 بهدف إنتاج الجيل التالي من الصواريخ الموجهة المضادة للدبابات للاستخدام في دورين: كصاروخ محمول باليد ومدمر للدبابات. طُور صاروخ 9 كيه 111 فاجوت جنبًا إلى جنب مع صاروخ 9إم 113 كونكورس؛ حيث يستخدم كلا الصاروخين تقنية مماثلة، ويختلفان في الحجم فقط، ويمكنهما استخدام نفس القاذفات. دخل الصاروخ الخدمة في عام 1970.

## التاريخ
كان لدى فصيلة مكافحة الدبابات التابعة لكتيبة البنادق الآلية السوفيتية المجهزة بناقلات جنود مدرعة فرقتين (وأحيانًا ثلاث) تحمل صواريخ موجهة مضادة للدبابات، كل منها يضم فريقين من ثلاث رجال يحملون صواريخ فاجوت. يتكون الفريق من ثلاثة رجال؛ يحمل المدفعي قاذفة 9 بي 135 وحامل ثلاثي القوائم كحقيبة ظهر، ويحمل الرجلان الآخران أنبوبي إطلاق كل منهما. ويحمل الرجال أيضًا بنادق هجومية، لكنهم لا يحملون قنبلة صاروخية، لأنه، على عكس الصواريخ السابقة، توجد منطقة ميتة صغيرة لا يستطيع الصاروخ خلالها إصابة الهدف. بالإضافة إلى الصواريخ الأربعة التي يحملها كل فريق، فإن كل فرقة عادة ما يكون لديها ثمانية صواريخ إضافية تحملها في وسيلة النقل الخاصة بها، وعادة ما تكون ناقلة جنود مدرعة. يمكن أيضًا نشر الصاروخ من بي إم بي-1 بي و بي إم دي-1 بي و بي تي آر-دي ويو آي زد-469.
وقيل إن كوريا الشمالية حصلت على عدد من هذه الأنظمة خلال أواخر الثمانينيات وحتى العقد الأول من القرن الحادي والعشرين. وقد صُممت في وقت لاحق بالهندسة العكسية تحت تسمية بلساي-2. أُعلن عنه تحت تسمية أيه تي-4 إم إل بي من قبل شركة الوكيل الكورية الشمالية جلوكوم، وفي الكتيب ذكر أنه يتم التحكم فيه بطريقة توجيه شعاع الليزر، وهو ترقية تسمى بلساي-3. وقد وردت تقارير عن استخدامه أول مرة في عام 2014 في صفوف كتائب عز الدين القسام ولواء الناصر صلاح الدين.

## الوصف
يُخزَّن الصاروخ ويحمل في حاوية/أنبوب إطلاق. يُطلَق من منصة الإطلاق 9بي135، وهي حامل ثلاثي بسيط. وُضع صندوق توجيه 9 إس 451 على الحامل الثلاثي مع وجود الصاروخ فوقه مباشرة. يثبت منظار 9Sh119 على الجانب الأيسر (من وجهة نظر المدفعي). يبلغ وزن نظام الإطلاق الكامل 22.5 كلجم. المدفعجي يستلقي على ظهره أثناء إطلاق النار. يمكن للنظام التعامل مع الأهداف المتحركة التي تسير بسرعة أقل من 60 كم/س (37 ميل/س) في الساعة. يمكن لعمود الإطلاق أن يتحرك بزاوية 360 درجة أفقيًّا، و±20 درجة في الارتفاع. يتمتع المنظار بقدرة تكبير 10× ومجال رؤية 5 درجات. يمكن إطلاق ما يصل إلى ثلاثة صواريخ في الدقيقة من موقع الإطلاق.
يستخدم النظام مولد غاز لدفع الصاروخ خارج أنبوب الإطلاق، مع خروج الغاز من الجزء الخلفي لأنبوب الإطلاق بطريقة مماثلة للبندقية عديمة الارتداد. يغادر الصاروخ أنبوب الإطلاق عند 80 م/ث (180 ميل/س؛ 290 كم/س) ، ثم يُسرَّع إلى 186 م/ث (420 ميل/س؛ 670 كم/س) بواسطة محرك الوقود الصلب. تعمل هذه السرعة العالية الأولية على تقليل المنطقة الميتة للصاروخ، حيث يمكن إطلاقه مباشرة على الهدف، بدلًا من إطلاقه في قوس تصاعدي.
يتتبع القاذف موضع المصباح المتوهج بالأشعة تحت الحمراء الموجود على الجزء الخلفي من الصاروخ بالنسبة للهدف وينقل الأوامر المناسبة إلى الصاروخ عبر سلك رفيع يمتد خلف الصاروخ. يتمتع نظام التوجيه بالعديد من الفوائد مقارنة بالتوجيه اليدوي لخط البصر، حيث تبلغ دقة النظام 90% في بعض المصادر، على الرغم من أن أداءه ربما يكون قابلًا للمقارنة مع تاو أو إصدارات لاحقة من نظم التوجيه شبه الآلي في خط البصر المطبقة في 9إم 14 ماليوتكا.